# Aleta Baun
Aleta Kornelia Baun (ur. 16 marca 1966 w Lelobatan) – indonezyjska aktywistka ekologiczna. W 2013 roku otrzymała Nagrodę Goldmanów za organizację pokojowych protestów przeciwko wydobyciu marmuru, celem powstrzymania niszczenia świętego lasu na górze Mutis na wyspie Timor.

## Życiorys
Urodziła się 16 marca 1966 w Lelobatan na terytoriach Mollo. Pochodzi z biednej rodziny rolniczej, była szóstym z ośmiorga dzieci. W młodym wieku straciła matkę, przez co była wychowywana przez inne kobiety i starszych we wsi. Ojciec Alety był tradycyjnym przywódcą w Mollo, którego nazywano Amaf, przez co miał on odpowiadać za prawo zwyczajowe i ziemię, w tym za ochronę zasobów naturalnych.
Podobnie jak inne dzieci w regionie, Aleta po szkole pomagała na farmie: zajmowała się wypasem zwierząt.
W 1987 ukończyła liceum w Soe. Rozpoczęła pracę w szkole, gdzie zarabiała 25 rupii miesięcznie.
Gdy poznała pastora Johna Cambella Nelsona, który pracował jako wykładowca na Universitas Kristen Artha Wacana, została zatrudniona w jego domu jako pokojówka. Dzięki jego radom uczyła się aktywizmu oraz orędownictwa w zakresie zasobów naturalnych. W 1992 roku dołączyła do Sanggar Suara Perempuan, pozarządowej organizacji feministycznej.
Posiada przydomek „Mama Aleta”, jednak nie pamięta, od kiedy dokładnie ludzie się do niej tak zwracają. Miał on do niej przylgnąć, gdyż już od dzieciństwa często gromadziła ludzi, zarówno do pracy, jak i do zabawy.

### Protesty przeciwko wydobyciu marmuru
W 1995 roku w wiosce odbyło się oficjalne otwarcie pierwszej kopalni marmuru. Jej lokalizacja budziła kontrowersje lokalnej społeczności, gdyż znajdowała się w miejscu o nazwie Fatunausus, które uważane było za święte. Decyzja ta podzieliła lud Mollo na dwie strony: popierającą powstanie kopalni oraz przeciwników tej decyzji.
Aleta od początku była przeciwnikiem kopalni. Według jej relacji wraz z kilkoma innymi kobietami chodziła od domu do domu i od wioski do wioski, namawiając ludzi do sprzeciwu wobec powstania kopalni. Z czasem liczba protestujących wzrosła do kilkuset, a Aleta aktywnie organizowała pokojowe protesty przeciwko firmom wydobywczym. Mimo że społeczność Mollo jako główny argument w dyskusji podejmowała tradycję i ochronę świętych miejsc, Aleta Baun podkreślała, że chodzi także o ochronę lasu z przyczyn ekologicznych, a górnictwo wiąże się także z hałasem i brakiem dostępu do czystej wody, co zakłócałoby także działalność rolniczą i hodowlaną.
Do protestu w ciągu lat dołączały nowe osoby, ostatecznie angażując kilkuset lokalnych mieszkańców sprzeciwiających się kopalniom. Na ich czele stała Aleta Baun, która w 2004 roku w noc Bożego Narodzenia została Amaf – jako pierwsza kobieta od dawna i druga kobieta w historii.
W 2006 roku nieopodal otworzono kolejną kopalnię marmuru: w Fatumnasi – wiosce, do której spacerem od góry Mutis można się było dostać w 30 minut. Tam doszło do okupacji, w ramach której 150 kobiet spędziło rok, siedząc na marmurowych skałach i blokując miejsce wydobycia. W tym czasie tkały tradycyjną tkaninę. Aleta Baun przyznała, że chociaż mężczyźni także popierali sprawę, nie chciano, aby angażowali się bezpośrednio, ponieważ obawiano się, że doszłoby wtedy do starć i ataków ze strony firm górniczych. Chociaż w tradycyjnym podziale ról to kobiety zajmowały się domem: odpowiadały za zdobywanie żywności oraz pozyskiwanie naturalnych barwników i substancji leczniczych z roślin rosnących na górze Mutis, to w czasie trwania kampanii potrzebowały wsparcia mężczyzn. Doszło więc do zamiany ról: w czasie protestu to mężczyźni zajmowali się domem, gotując, sprzątając i opiekując się dziećmi.
Po kilku latach presji, w 2010 roku ostatecznie firmy górnicze wstrzymały wszystkie swoje operacje we wszystkich czterech lokalizacjach na terytoriach Mollo.

## Życie prywatne
Ma syna i dwie córki.
Rozstała się z mężem, jako powód przedstawiając brak poparcia z jego strony wobec protestów ekologicznych.

## Nagrody
- Nagroda Goldmanów (2013)[5]
- Penghargaan Yap Thiam Hien(inne języki) (2016)[10]